# Подводные лодки типа «Харусио»
Подводные лодки типа «Харусио» (яп. はるしお型潜水艦) — серия японских дизель-электрических подводных лодок. Спроектированы в середине 1980-х годов, являются модернизированным вариантом типа «Юсио». С 1987 по 1997 годы, в серии было построено 7 подводных лодок. До начала 2000-х годов, являлись основным типом подводных лодок ВМС Японии, впоследствии были сменены в этом качестве более современным типом «Оясио». Одна из лодок типа «Харусио», «Асасио», была в экспериментальном порядке в 2002 году оснащена двигателями Стирлинга.

## Представители
| Название         | Номер                 | Судоверфь      | Дата закладки   | Спуск на воду   | Ввод в строй   | Списана         | Заметки |
| ---------------- | --------------------- | -------------- | --------------- | --------------- | -------------- | --------------- | --- |
| Харусио はるしお | SS 583                | Мицубиси, Кобе | 21 апреля 1987  | 26 июля 1989    | 30 ноября 1990 | 27 марта 2009   | Утилизирована в 2010 |
| Нацусио なつしお | SS 584                | Кавасаки, Кобе | 8 апреля 1988   | 20 марта 1990   | 20 марта 1991  | 26 марта 2010   | Утилизирована в 2011 |
| Хаясио はやしお  | SS 585 затем TSS-3606 | Мицубиси, Кобе | 9 декабря 1988  | 17 января 1991  | 25 марта 1992  | 15 марта 2011   | С 07 марта 2008 использовалась как учебная. Утилизирована в 2014                                                                  |
| Арасио あらしお  | SS 586                | Кавасаки, Кобе | 8 января 1990   | 17 марта 1992   | 17 марта 1993  | 19 марта 2012   | Утилизирована в 2013 |
| Вакасио わかしお | SS 587                | Мицубиси, Кобе | 12 декабря 1990 | 22 января 1993  | 1 марта 1994   | 5 марта 2013    | Утилизирована в 2015 |
| Фуюсио ふゆしお  | SS 588 затем TSS-3607 | Кавасаки, Кобе | 12 декабря 1991 | 16 февраля 1994 | 7 марта 1995   | 6 марта 2015    | С 15 марта 2011 использовалась как учебная. Утилизирована в 2016                                                                  |
| Асасио あさしお  | SS 589 затем TSS 3601 | Мицубиси, Кобе | 24 декабря 1992 | 12 июля 1995    | 12 марта 1997  | 27 февраля 2017 | С 09 марта 2000 использовалась как учебная. С апреля 2002 лодка использовалась для экспериментов с воздухонезависимым двигателем. |